# Gonzalo Ariel Gómez
Gonzalo Ariel Gómez (nacido el 23 de febrero de 1998) es un futbolista argentino que juega de delantero para Club Atlético Ferrocarril Midland.

## Carrera
Su carrera empezó en Arsenal de Sarandí. Fue suplente durante la temporada Superliga Argentina 2017-18 en los partidos ante Vélez Sarsfield y Chacarita Juniors, logrando su debut profesional en el empate 1 a 1 ante Patronato el 9 de abril de 2018. Tuvo tres apariciones más donde luego Arsenal descendería a la Primera B Nacional.

## Estadísticas
- Actualizado el 27 de julio de 2019

| Club               | Temporada | Liga               | Liga  | Liga  | Copas Nacionales | Copas Nacionales | Torneos Internacionales | Torneos Internacionales | Total | Total |
| Club               | Temporada | División           | Part. | Goles | Part.            | Goles            | Part.                   | Goles                   | Part. | Goles |
| ------------------ | --------- | ------------------ | ----- | ----- | ---------------- | ---------------- | ----------------------- | ----------------------- | ----- | ----- |
| Arsenal de Sarandí | 2017–18   | Primera División   | 4     | 0     | 0                | 0                | —                       | —                       | 4     | 0     |
| Arsenal de Sarandí | 2018–19   | Primera B Nacional | 1     | 0     | 0                | 0                | —                       | —                       | 1     | 0     |
| Totales            | Totales   | Totales            | 5     | 0     | 0                | 0                | —                       | —                       | 5     | 0     |

## Palmarés
| Título             | Club    | País      | Año     |
| ------------------ | ------- | --------- | ------- |
| Primera B Nacional | Arsenal | Argentina | 2018-19 |